# Lijst van rijksmonumenten in Groot-Ammers
De plaats Groot-Ammers telt 12 inschrijvingen in het rijksmonumentenregister. Hieronder een overzicht.
| Object | Oorspronkelijke functie?  | Bouwjaar       | Architect | Locatie          | Coördinaten?                  | Nr.?   | Afbeelding        |
| --- | ------------------------- | -------------- | --------- | ---------------- | ----------------------------- | ------ | ----------------- |
| Toren der Nederlands Hervormde Kerk | Kerk en kerkonderdeel     | ca. 1500       |           | Kerkstraat 8     | 51° 55' 24" NB, 4° 49' 3" OL  | 18766  | Meer afbeeldingen |
| Overblijfsel van het Huis te Liesveld, op een omgracht terrein gelegen. Gedeelte van een bijgebouw, onder half zadeldak. In de noordgevel enkele geblokte ontlastingsbogen. In de zuidgevel smal venster met natuurstenen tweelichtskozijn | Bijgebouwen kastelen enz. | 16e eeuw       |           | Liesveld 3       | 51° 55' 53" NB, 4° 49' 54" OL | 18767  | Meer afbeeldingen |
| Gelkenes Molen | Industrie- en poldermolen | 1596 of eerder |           | Molenkade 2      | 51° 55' 7" NB, 4° 49' 22" OL  | 18768  | Meer afbeeldingen |
| Graaflandse Molen | Industrie- en poldermolen | 1596 of eerder |           | Molenkade 3      | 51° 54' 56" NB, 4° 49' 35" OL | 18769  | Meer afbeeldingen |
| Achtkante Molen | Industrie- en poldermolen | 1805           |           | Molenkade 4      | 51° 54' 40" NB, 4° 49' 55" OL | 18770  | Meer afbeeldingen |
| Achterlandse Molen | Industrie- en poldermolen | 1596 of eerder |           | Molenkade 5      | 51° 54' 21" NB, 4° 50' 21" OL | 18771  | Meer afbeeldingen |
| Roedenloods, gebouwd op een bakstenen voet met houten, merendeels gepotdekselde, wanden onder langgerekt pannen zadeldak tussen puntgevels                                                                                                 | Boerderij                 | 19e eeuw       |           | Molenkade bij 2  | 51° 55' 7" NB, 4° 49' 22" OL  | 343978 | Meer afbeeldingen |
| Terrein waarin aanleg en overblijfselen van het kasteel Liesveld | Archeologisch monument    | middeleeuwen   |           |                  | 51° 55' 55" NB, 4° 49' 55" OL | 47106  | Upload foto       |
| De Jonge Sophia | Industrie- en poldermolen | 1773 / 2003    |           | Wilgenweg bij 3  | 51° 55' 43" NB, 4° 50' 30" OL | 527675 | Meer afbeeldingen |
| Boerderij | Boerderij                 |                |           | Achterland 3     | 51° 54' 21" NB, 4° 50' 36" OL | 528521 | Meer afbeeldingen |
| Boenhok en boenstoep | Boerderij                 |                |           | Achterland bij 3 | 51° 54' 21" NB, 4° 50' 35" OL | 528522 | Meer afbeeldingen |
| Zandhok | Boerderij                 |                |           | Achterland bij 3 | 51° 54' 21" NB, 4° 50' 35" OL | 528523 | Meer afbeeldingen |